# Crematogaster mimicans
Crematogaster mimicans är en myrart som beskrevs av Horace Donisthorpe 1932. Crematogaster mimicans ingår i släktet Crematogaster och familjen myror. Inga underarter finns listade i Catalogue of Life.